# Microtus pinetorum
Microtus pinetorum е вид гризач от семейство Мишкови (Muridae). Възникнал е преди около 0,012 млн. години по времето на периода кватернер. Видът не е застрашен от изчезване.

## Разпространение и местообитание
Разпространен е в Канада (Квебек и Онтарио) и САЩ (Айова, Алабама, Арканзас, Вашингтон, Вирджиния, Върмонт, Делауеър, Джорджия, Западна Вирджиния, Илинойс, Индиана, Канзас, Кентъки, Кънектикът, Луизиана, Масачузетс, Мейн, Мериленд, Минесота, Мисисипи, Мисури, Мичиган, Небраска, Ню Джърси, Ню Йорк, Ню Хампшър, Оклахома, Охайо, Пенсилвания, Род Айлънд, Северна Каролина, Тексас, Тенеси, Уисконсин, Флорида и Южна Каролина).
Обитава гористи местности, степи, крайбрежия, плажове и плата в райони с умерен климат, при средна месечна температура около 13,5 градуса.

## Описание
На дължина достигат до 9,9 cm, а теглото им е около 26 g. Имат телесна температура около 38,3 °C.
Продължителността им на живот е около 3,8 години. Популацията на вида е стабилна.